# Будимир Алексић
Будимир Алексић (Малинско, 15. октобар 1968) је српски и црногорски професор књижевности, доктор наука, новинар, професор Цетињске богословије, ванредни професор Факултета за културу и медије Мегатренд универзитета, научни сарадник Историјског института Универзитета Црне Горе и потпредседник Владе Црне Горе за образовање, науку и односе са верским заједницама.
Обављао је дужност помоћника министра вера у Влади Савезне Републике Југославије, посланика Скупштине Црне Горе у три мандата.
Члан је Председништва Нове српске демократије, Удружења новинара Србије и Удружења новинара Црне Горе.

## Биографија

### Образовање
Рођен је 15. октобра 1968. године у селу Малинско код Шавника. У Никшићу је завршио основну и средњу школу, а затим дипломирао општу књижевност са теоријом књижевности 1993. године на Филолошком факултету Универзитета у Београду.
Постдипломске студије уписује на Филолошком факултету Универзитета у Београду и 11. маја 2001. године успешно брани магистарску тезу под насловом Библијске теме и мотиви у Вуковим песмама најстаријих времена. Ментор у изради тезе била је Нада Милошевић Ђорђевић, док су у комисији за одбрану биле још Злата Бојовић и Снежана Самарџија.
На Филолошком факултету Универзитета у Београду је 9. децембра 2010. године одбранио и докторску дисертацију на тему Фантастика и научна фантастика у романима за децу и омладину Чеде Вуковића. Ментор му је био Јован Делић, а чланови комисије Љиљана Пешикан Љуштановић и Тихомир Петровић.
Поред матерњег, у писању и говору се служи руским, а у читању и писању италијанским и латинским језиком.

### Академска каријера
По завршетку основних студија, радио је као наставник српског језика и књижевности у ОШ „Франце Прешерн” у Београду. Од 1995. до 1999. године радио је као наставник српског језика и књижевности у Богословији Светог Петра Цетињског на Цетињу.
Одлуком Светог архијерејског синода Српске православне цркве из 2006. године, поново је постављен за професора Цетињске богословије.
На Факултету за културу и медије Мегатренд универзитета је најпре радио као доцент, а од 1. фебруара 2022. године ради као ванредни професор.
Ангажован је и као научни сарадник Историјског института Универзитета Црне Горе. Оснивач је и први директор Института за српску културу у Никшићу.

### Политичка каријера
Од септембра 1999. до јануара 2001. године био је саветник савезног министра вера СР Југославије, а од јануара 2001. до априла 2003. године обављао је дужност помоћника министра вера.
Посланик Скупштине Црне Горе био је у три мандата, од априла 2004. до новембра 2012. године. У том периоду је био и члан скупштинског Одбора за просвету, науку и културу. Члан је Председништва Нове српске демократије.
Скупштина Црне Горе га је 23. јула 2024. године изабрала за потпредседника Владе за образовање, науку и односе са верским заједницама.